# La Frontera (kommun)
La Frontera är en kommun i Spanien.   Den ligger i provinsen Provincia de Cuenca och regionen Kastilien-La Mancha, i den centrala delen av landet, 130 km öster om huvudstaden Madrid. Antalet invånare är 197. Arean är 35 kvadratkilometer. La Frontera gränsar till Albalate de las Nogueras.
Terrängen i La Frontera är kuperad åt nordost, men åt sydväst är den platt.